# 아돌포 수아레스
아돌포 수아레스(스페인어: Adolfo Suárez, 1932년 9월 25일~2014년 3월 24일)는 스페인의 법률가 겸 정치인이다. 1976년부터 1981년까지 총리를 지낸 그는 프랑코 정권 붕괴 이후 최초의 민선 총리이다. 본명은 아돌포 수아레스 곤살레스(스페인어: Adolfo Suárez González)이다.
살라만카 대학에서 법학을 공부했다. 1976년 후안 카를로스 국왕에 의해 총리로 임명되었다. 이후 UCD를 이끌었으며, 이듬해 총선에서 UCD가 승리하자 재선에 성공하였다. 새 정부는 민주 개혁과, 새 헌법 제정에 힘썼다.
그러나 다른 한편으로는 국정을 자신만의 비밀처럼 운영해 왔다는 비난을 듣게 되었고, 경제가 악화되자 군부의 반감을 사게 되었다. 결국 그는 5년 만에 총리직을 사임했다.
1981년, 수아레스 공작 작위와 그란데스 데 에스파냐의 칭호를 받았다.

## 같이 보기
- 스페인의 정치